# Srednja kmetijska šola Maribor
Srednja kmetijska šola Maribor je bivša kmetijska šola, ki je bila ustanovljena leta 1872 in bila 1. septembra 2005 preimenovana v Biotehniško šolo Maribor.

## Odlikovanja in nagrade
Leta 1992 je prejel častni znak svobode Republike Slovenije z naslednjo utemeljitvijo: »za izjemne zasluge pri obrambi svobode in uveljavljanju suverenosti Republike Slovenije«.